# Nordö-Link
Nordö-Link ist eine schwedische Reederei, die Fährdienste zwischen dem schwedischen Malmö und Travemünde in Deutschland anbietet. Seit 2002 gehört Nordö-Link zur finnischen Finnlines-Gruppe, wird aber als eigenständige Marke unter dem Finnlines-Dach fortgeführt.

## Geschichte

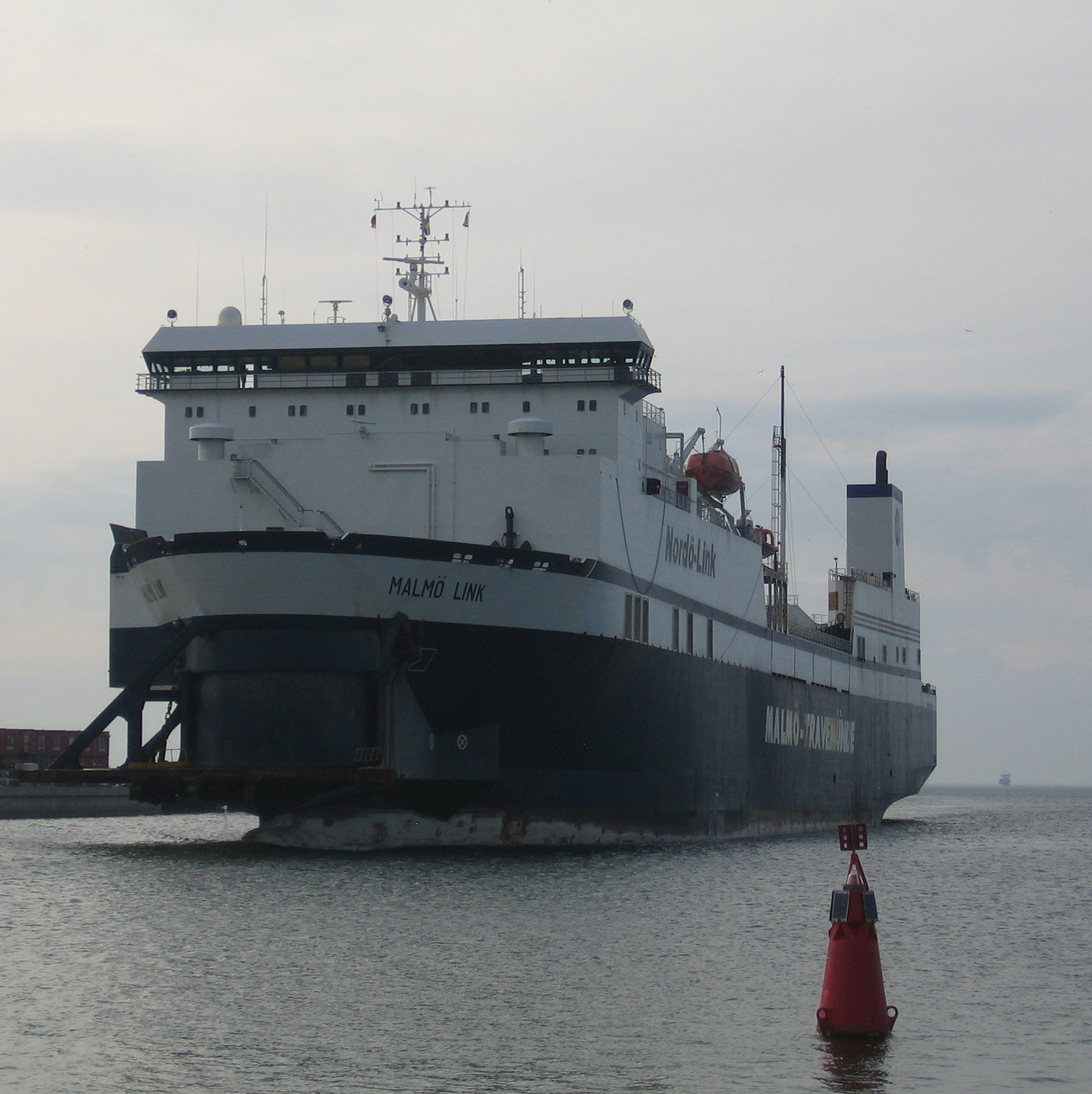
Die Malmö Link, ehemalige Frachtfähre der Nordö-Link, im Jahr 2007

Die Gesellschaft wurde 1982 als Rederi AB Nordö in Malmö gegründet. Nachdem kurz zuvor die TT-Saga-Line, eine Kooperation aus TT-Line und der damaligen Saga Linjen, eine bestehende Fährverbindung zwischen Malmö und Travemünde eingestellt hatte, nahm Nordö auf eben jener Strecke den Verkehr neu auf. Die erste Fahrt auf der zunächst als reinen Frachtlinie konzipierten Verbindung erfolgte am 7. Oktober 1982 mit dem Schiff Svealand av Malmö. Im Mai 1984 kam mit der Scandinavia ein zweites Schiff auf dieser Route hinzu, zudem wurde das nördlich von Malmö gelegene Helsingborg zusätzlich als Zielhafen aufgenommen. Sofern es die Auslastung der Fähren zuließ, wurde damit begonnen, auch Passagiere, PKW und vorwiegend auch Wohnmobile zu befördern. Im Februar 1986 dann wurde die Rederi AB Nordö mehrheitlich von der Sea Link Shipping AB des norwegischen Unternehmers Elling Ellingsen übernommen und änderte ihren Namen in Rederi AB Nordö Link. Im April 1987 wurden die beiden Fähren der Gesellschaft für den Transport von Eisenbahngüterwaggons umgerüstet, so dass fortan neben LKW und Trailern auch ganze Eisenbahngüterzüge zwischen Deutschland und Schweden verschifft werden konnten. Im Zuge des Umbaus erhielten die Schiffe neue Namen: Svea Link und Scandinavia Link. Am 10. Januar 1989 kam mit der Skåne Link ein drittes Schiff hinzu, und im April 1990 mit der Hansa Link kurzzeitig sogar noch ein Viertes. Da sich das Verkehrsaufkommen im Frachtbereich zwischen Travemünde und Malmö gut entwickelte, hatte die Muttergesellschaft Sea Link Shipping AB größere Pläne. Mit einer neuen Gesellschaft wollte man mit Luxus-Jumbofähren auch ins Passagiergeschäft auf dieser Route einsteigen. Zu diesem Zwecke wurde die Firma Euroway gegründet. Das Passagiergeschäft blieb jedoch weit hinter den Erwartungen zurück und zwang die Sea Link Shipping AB, sich im Jahr 1992 aufgrund finanzieller Schwierigkeiten von der Nordö Link AB zu trennen. Die Rederi AB Nordö-Link wurde nun eine eigenständige Gesellschaft. Sie wurde jedoch später von der niederländischen Firma MGA Ventures B.V. übernommen.

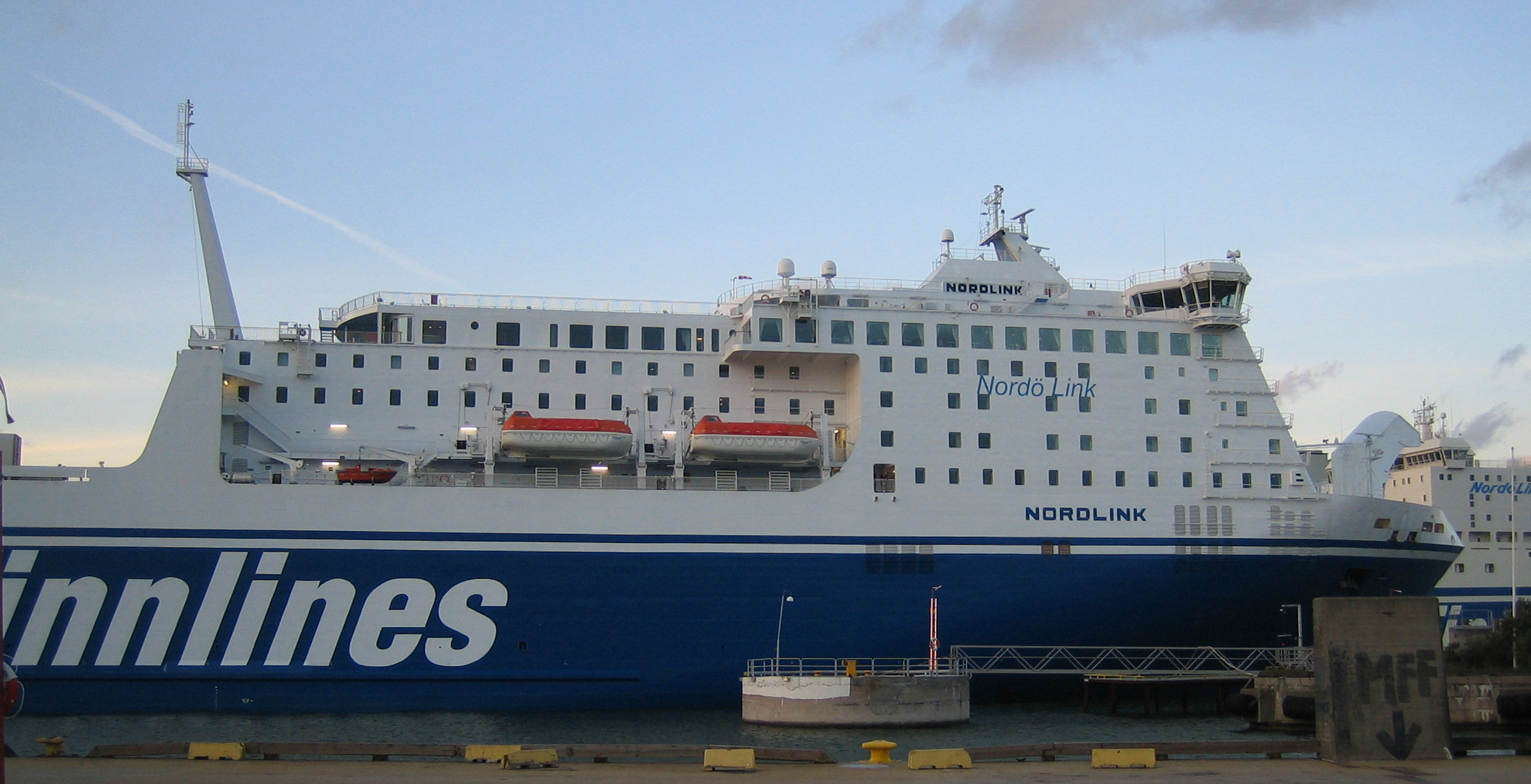
Die Nordlink, 2007 im Hafen von Malmö

Im April 2001 verkündete dann Scandlines, Nordö-Link von MGA Ventures B.V. kaufen zu wollen, da man bei Scandlines die eigene Position im Ostseeraum mit der attraktiven Verbindung von Travemünde nach Malmö ausbauen wollte. Im weiteren Verlauf des Jahres wurden diese Pläne aber revidiert, da nach Gesprächen mit den Kartellbehörden klar wurde, dass eine solche Übernahme nur unter weitreichenden Auflagen genehmigt werden würde.
Am 27. Mai 2002 übernahm dann die finnische Finnlines Oyj die Rederi AB Nordö-Link, führte sie jedoch als eigenständige Tochtergesellschaft und Marke innerhalb des Finnlines-Konzerns fort. Im Jahr 2004 beförderte die Nordö-Link auf der Route Travemünde-Malmö 220.000 Einheiten an Fracht, was im Fahrgebiet Travemünde-Südschweden einem Marktanteil von 49 % entsprach.

## Schiffe
Nordö-Link setzt derzeit (Stand: Mai 2018) drei Schiffe auf der Route Travemünde-Malmö ein:
- Finnpartner
- Finntrader
- Europalink

Die Schiffe tragen am Rumpf groß die Aufschrift der Muttergesellschaft Finnlines, jedoch mit dem Zusatz Nordö-Link auf den Aufbauten. Mit Ausnahme des Montags (zwei) erfolgen täglich drei Abfahrten sowohl ab Travemünde, als auch ab Malmö, und die Überfahrt dauert jeweils etwa neun Stunden. Jedes der drei Schiffe hat eine Kapazität von etwa 160 Frachteinheiten (komplette LKW oder unbegleitete Auflieger). Das Hauptgeschäft von Nordö-Link liegt nach wie vor im Frachtverkehr, jedoch werden auch Passagiere, PKW und Wohnmobile transportiert.